# Arnshausen
Arnshausen ist ein Gemeindeteil der Großen Kreisstadt Bad Kissingen im unterfränkischen Landkreis Bad Kissingen in Bayern.

## Geographische Lage
Das Pfarrdorf Arnshausen liegt drei Kilometer südlich von Bad Kissingen und ist von dort aus über die B 286 zu erreichen. Sie führt durch Arnshausen, nach dem Ortsende nach Oerlenbach und Eltingshausen und mündet in die B 19 in Richtung Schweinfurt. Entlang der B 286 in Richtung Schweinfurt befindet sich das Naturschutzgebiet Hörieth, das viele geschützte Tiere und Pflanzen beherbergt. Durch Arnshausen verläuft der Fränkische Marienweg.
Arnshausen ist im Norden vom Hochberg, im Osten vom Hard, südlich vom Hard vom Zuckberg und im Südwesten vom Scheinberg (Standort des Wittelsbacher Turms) umgeben. In den Talgründen von Arnshausen befinden sich mittlerer und oberer Buntsandstein, in den südlichen Abhängen dagegen Wellenkalk.
Durch Arnshausen fließt der aus dem Bad Kissinger Stadtteil Reiterswiesen kommende Lollbach, in den innerhalb des Arnshäusener Gebiets der Gösslesgraben mündet. Danach mündet der Lollbach in die am Westrand des Stadtteils vorbeifließende Fränkische Saale.
234 Hektar der Fläche Arnshausens bestehen aus Wald.

## Geschichte

### Anfänge
Archäologische Funde von Silexgeräten lassen eine Besiedlung der Gegend in der Jungsteinzeit vermuten. Zudem wurden aus dieser zeitgeschichtlichen Epoche einige Steingeräte und eine Arkadenrandscherbe am Finsterberg nahe Arnshausen gefunden.
Die erste bekannte urkundliche Erwähnung von Arnshausen fällt in das Jahr 1242. Auf dieses Jahr wird eine Schenkungsurkunde datiert, in der der Ort „Arnishusen“ genannt wird und über die der Minnesänger Otto von Botenlauben dem Würzburger Bischof Hermann I. von Lobdeburg den Ort zusammen mit seinem Besitz einschließlich der Burg Botenlauben und des Klosters Frauenroth übereignete. Bei der Erwähnung einer Wüstung in einer Fuldaer Tradition aus den Jahren 815 und 816 („In page Salageue ad Arinebrunnen“ oder „Arnebrunnen“ oder „Arinsbrunnen“) ist ein Zusammenhang mit Arnshausen oder gar mit dem Gnadenort Terzenbrunn jedoch nicht sicher.
Der Name des Ortes erfuhr im Lauf der Zeit einige Wandlungen von „Arnshusen“ bzw. „Arnoldshusen“ (um 1303) über „Arnszhusen“ (1445) und „Arltzhusen“ (1511) zu „Arntzhausen“ (um 1582).
Zu Arnshausen gehörten damals noch die drei Hufen „Iringhausen“ (Wohnsitz des Frankenkönigs Iring, dem Burgherrn der oberhalb von Iringhausen gelegenen Eiringsburg), „Stupfel“, der in Euerdorf weiterbestand, und „Lollbach“, das, soweit bekannt, im Jahr 822 in einer Fuldaer Tradition das erste Mal urkundlich erwähnt wurde; ab dem Jahr 1340 ist Lollbach als Wüstung anzusehen.

### Mittelalter
Das erste bekannte Kirchengebäude von Arnshausen stammt aus dem Jahr 1240. Eine Arnshausener Pfarrei ist durch die Stiftung einer Frühmess „ad St.Sebastianus“ zu Euerdorf durch Kunz v. Hutten-Birkenfeld erstmals für das Jahr 1435 belegt (wahrscheinlich entstand sie bereits vor 1390) und umfasste Burg Botenlauben mit ihren Höfen, Iringhausen-Eirungsburg, Lollbach, Reiterswiesen und Stupfel. In dieser Zeit entstand die heute als „Totenweg“ bekannte Verbindungsstraße, auf der Verstorbene aus Reiterswiesen zur Bestattung nach Arnshausen gebracht wurden. Von Anfang an war der Apostel Petrus Patron der Pfarrei; in einem Zins-Register über das Amt Bodenlauben aus dem Jahr 1584 wird das erste Mal die heute übliche Benennung „St. Peter und Paul“ erwähnt.
Ab dem Jahr 1244 gehörte Arnshausen zu dem von Bischof Hermann I. von Lobdeburg geschaffenen Amt Botenlauben, dessen Sitz im Jahr 1525 nach Ebenhausen verlegt wurde. Mit Auflösung des Amtes Bodenlauben im Jahr 1670 kam Arnshausen gemeinsam mit Eltingshausen, Hain, Holzhausen, Maibach, Oerlenbach, Pfersdorf, Poppenhausen, Rannungen und Rottershausen zu Ebenhausen.
Einer großen Pestepidemie im Jahr 1350 fiel fast die gesamte Bevölkerung von Arnshausen zum Opfer. Weitere Pestepidemien forderten im Ort 245 (1568–1569) sowie 96 (1610–1611) Todesopfer.
Im Jahr 1410 verlor die Pfarrei auf Grund schwindender Bevölkerungszahlen durch die Pest und damit zurückgehende Einnahmen ihre Selbständigkeit und kam zur Pfarrei Bad Kissingen. Arnshausen sowie seine frühere Filiale Reiterswiesen wurden vom Kissinger Kaplan mitbetreut; dessen Aufzug wurde von beiden Orten finanziert. Bis 1743 scheiterten mehrere Versuche, eine neue Pfarrei in Arnshausen zu gründen, aus finanziellen Gründen.

### Arnshausen zu Beginn der Neuzeit

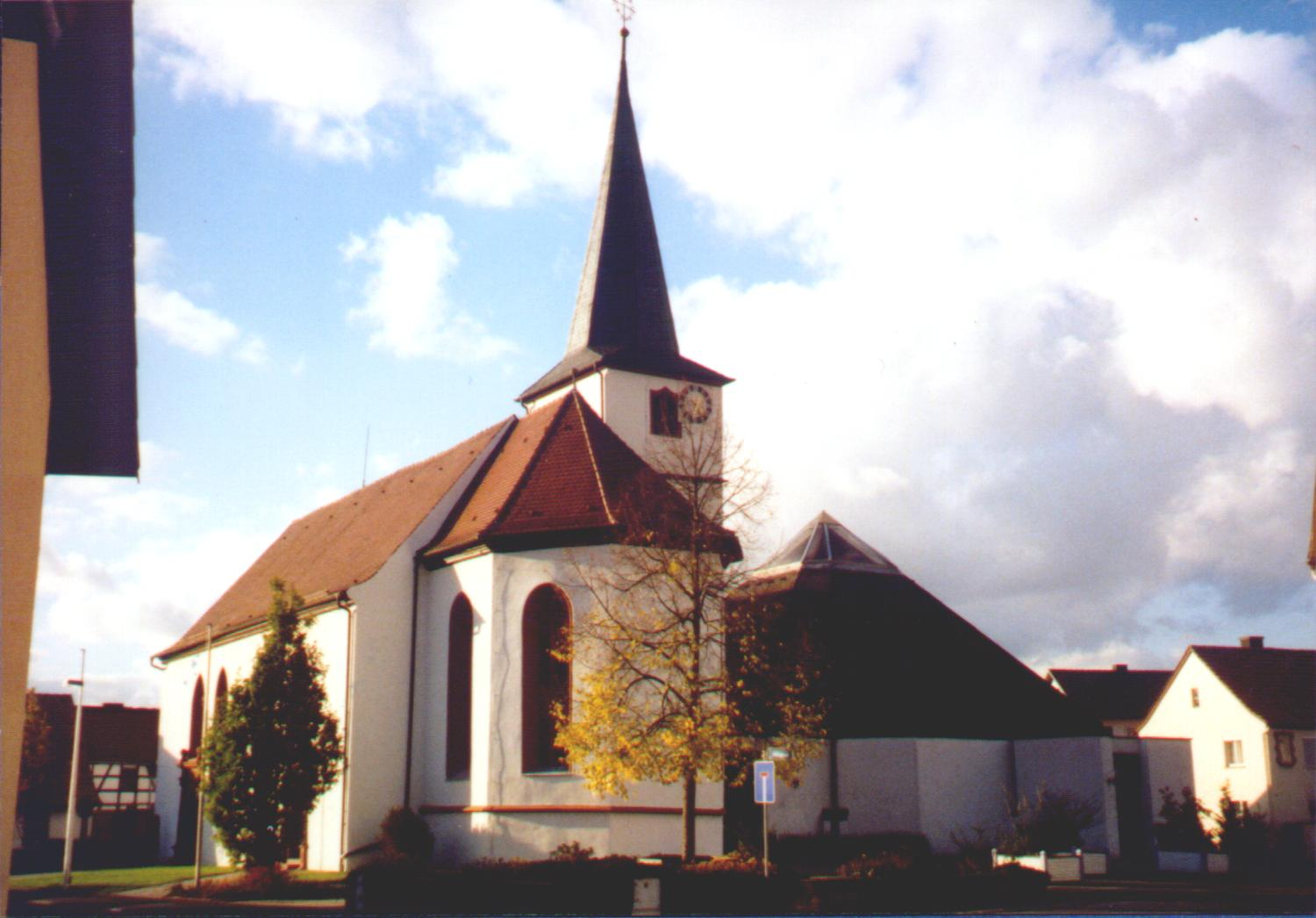
Kirche St. Peter und Paul

Am 29. April 1503 tauschte Vikar Johann Eckart mit dem Herbstädter Pfarrer Georg Beutler eine Kapelle mit Namen Stae Crucis. Es ist jedoch unklar, ob es sich dabei um den Gnadenort Terzenbrunn oder eine inzwischen abgegangene Kapelle handelte.
An der Stelle des heutigen Dorfplatzes von Arnshausen entstand im Jahr 1599 die erste Schule des Ortes. In dem am 31. Mai 1989 abgerissenen Schulgebäude fand der Unterricht in zwei Klassen statt. Von 1885 bis 1973 wurden sechs Klassen in einem Anwesen in der Iringstraße unterrichtet, das vorher als Gasthaus gedient hatte. Das heutige Schulgebäude entstand im Jahr 1973 am Unteren Zollweg.
Etwa aus dem Jahr 1613 ist der Abriss der alten Arnshausener Kirche bekannt; die Einweihung der neuen Kirche erfolgte möglicherweise 1617. Zwischen 1614 und 1669 kam es mehrfach zu Beschwerden von Arnshausen und dem Nachbardorf Reiterswiesen, da es keinen Kaplan in Kissingen gab und so in beiden Dörfern keine Gottesdienste stattfanden. Eine Veränderung trat erst ein, als beide Orte selbstständige Pfarreien wurden (Arnshausen im Jahr 1743, Reiterswiesen im Jahr 1759).

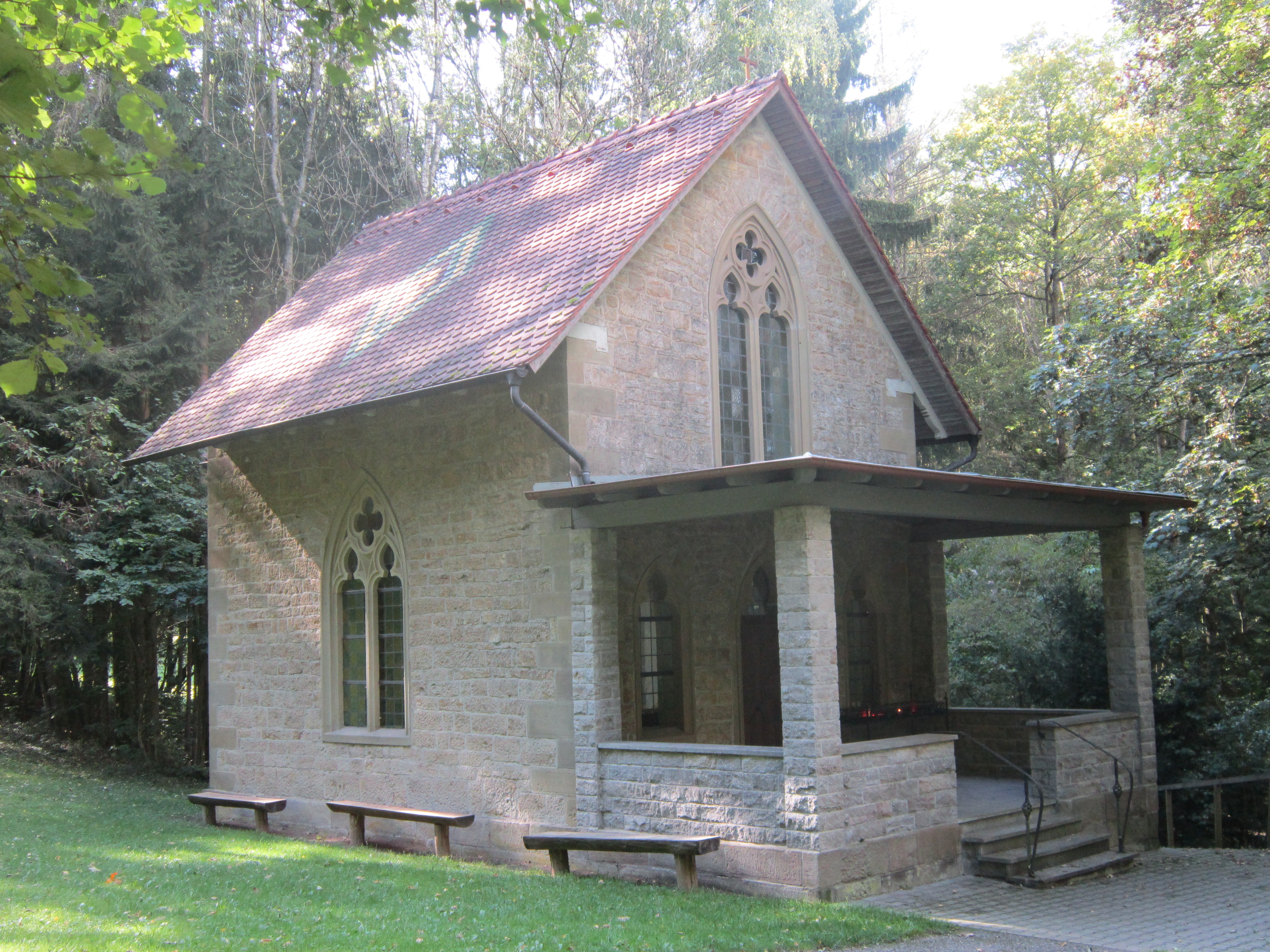
Der Terzenbrunn

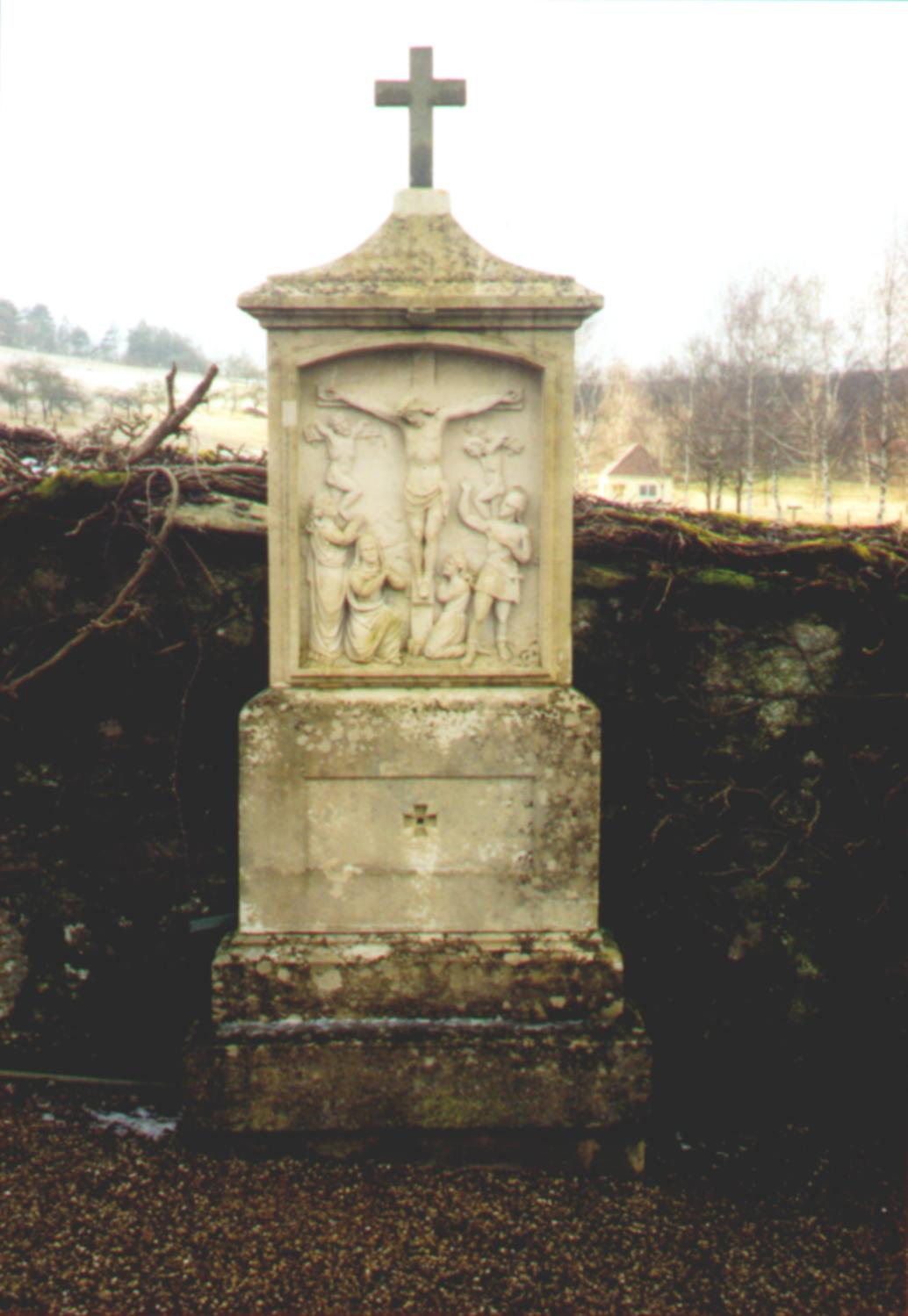
Zwölfte Station des Kreuzwegs auf dem Friedhof von Arnshausen.

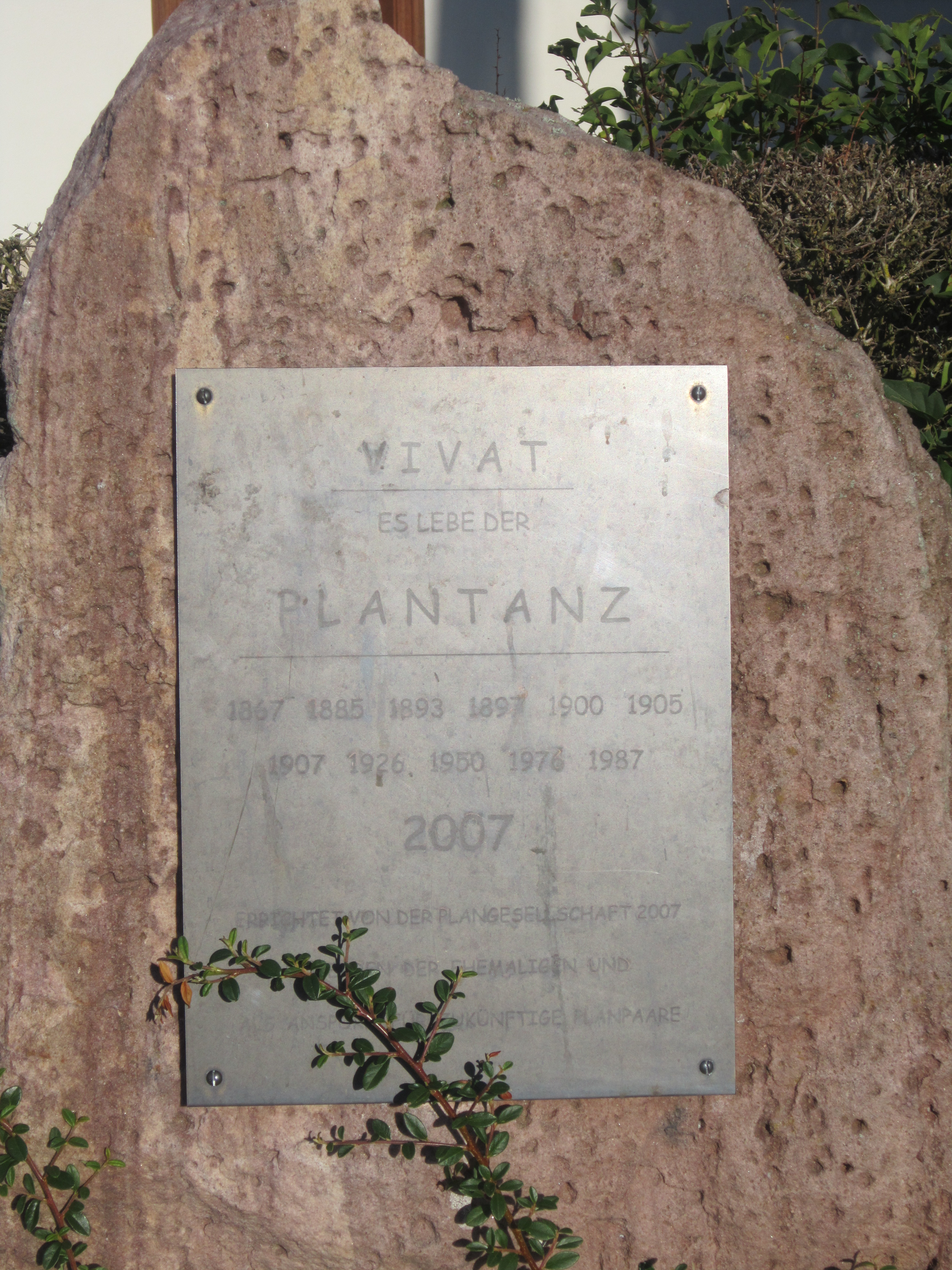
Plantanz-Gedenkstein vor der St.-Peter-und-Paul-Kirche

Im Jahr 1681 entstand in ihrer heutigen Form die Kapelle Terzenbrunn. Sie ersetzte einen kleineren Vorgängerbau; der Standort ist seit dem 17. Jahrhundert als Gnadenort bekannt.
Bereits 1727 unternahm Pfarrer Johann Michael Rahnfeld gemeinsam mit seiner Schwester und seinem kinderlosen Schwager Paulus Degant einen ersten Versuch zur Neuerrichtung einer Arnshausener Pfarrei. Rahnfeld und Degant beabsichtigten, das von den Eltern geerbte Anwesen zur Errichtung eines Pfarrhofes zu stiften. Das Gründungsvorhaben scheiterte jedoch an Bedenken des Curatus Johann Georg Platz. Weitere Versuche durch Rahnfeld folgten in den Jahren 1732 und 1737. Ein weiterer Vorstoß vom 7. Oktober 1740 brachte den gewünschten Erfolg. Die Neugründung wurde am 3. Mai 1743 unter Fürstbischof Friedrich Karl von Schönborn-Buchheim offiziell vollzogen. Mit der verschollenen Stiftungsurkunde wurde Rahnfeld als erster Pfarrer der neu gegründeten Pfarrei eingesetzt. Nach 13 Jahren Tätigkeit starb er am 30. Oktober 1757 im Alter von 84 Jahren.
Im Jahr 1803 entstand am Dorfrand der Friedhof von Arnshausen, der in den Jahren 1956 und 1982 vergrößert wurde. In der Mitte des 19. Jahrhunderts entstand entlang der Friedhofsmauer ein Kreuzweg.  Die Friedhofsmauer, das Friedhofskreuz sowie der Kreuzweg gehören zu den Bad Kissinger Baudenkmälern und sind unter der Nummer D-6-72-114-162 in der Bayerischen Denkmalliste registriert. Das auf einem Tischsockel befindliche Friedhofskreuz besteht aus Sandstein. handelt es sich um Nischenhäuschen mit stichbogigen Eintiefungen, in denen sich die Passionsreliefs befinden.
Als im Jahr 1803 die Ämter durch Landgerichte ersetzt wurden, kam Arnshausen gemeinsam mit Reiterswiesen und der Burg Botenlauben zum Bezirksamt Hammelburg im Landgericht Euerdorf; 1879 wurden Bezirksamt und Landgericht Kissingen für Arnshausen zuständig.
Zwischen 1822 und 1837 wurde die durch Arnshausen führende Verbindungsstraße zwischen Kissingen und Oerlenbach, die heutige B 286, gebaut. Ein Beschluss vom 3. Dezember 1822 regelte die Entschädigung der Bauern, auf deren Ackerflächen der Straßenneubau erfolgte. Ein Beschluss des Landgerichts Euerdorf vom 9. Mai 1828 verfügte den Bau einer Verbindungsstraße nach Reiterswiesen, die als heutige Arnshäusner Straße von der B 286 abzweigt. Das Straßennetz von Arnshausen wurde von 1926 bis 1929 durch Anbringung einer Teerschicht sowie 1967 durch eine dreifache Teerschicht und Gehsteige an beiden Straßenseiten in Stand gesetzt.
Im Jahr 1885 fand der erste sicher belegte Arnshäusener Plantanz statt, von dem Pfarrer Georg Michael Stock ausführlich im Pfarrbuch berichtete (Die in R. Emmerichs Chronik des Dorfes Arnshausen genannte Jahreszahl 1867 gilt als unsicher). Dem Plantanz von 1885 folgten weitere in den Jahren 1893, 1897 und 1905, in diesem Jahr wurden Geldstrafen für das heimliche Fällen des erforderlichen Baumes verhängt, 1907 (Diesmal wurde ein Baum aus dem Staatswald zugewiesen; als man beim Transport die Ecke Kurhausstraße/Ludwigstraße nicht schaffte, wurden einige Meter des Baumes abgesägt und verkauft), 1926, 1950, 1976, 1977, 1987 und 2007 statt.

### Bayerisches Königreich
An den Schlachten des „Deutschen Krieges“ von 1866, die auch nahe Arnshausen stattfanden, waren drei Männer aus dem Ort beteiligt. Durch diesen Krieg kamen, ebenso wie es zwei Jahre vorher im „Deutsch-Dänischen Krieges“ von 1864 der Fall gewesen war, viele Flüchtlinge nach Arnshausen, die in den Jahren 1867 bis 1871 wieder in ihre Heimat zurückkehrten.
In den Jahren 1867/68 sowie 1870/71 wurde entlang des südlichen Waldrands von Arnshausen die Bahnlinie Schweinfurt-Kissingen gebaut. Die Steigung der Bahnstrecke verhinderte den Bau eines Bahnhofs in Arnshausen.

### Erster Weltkrieg und Weimarer Republik

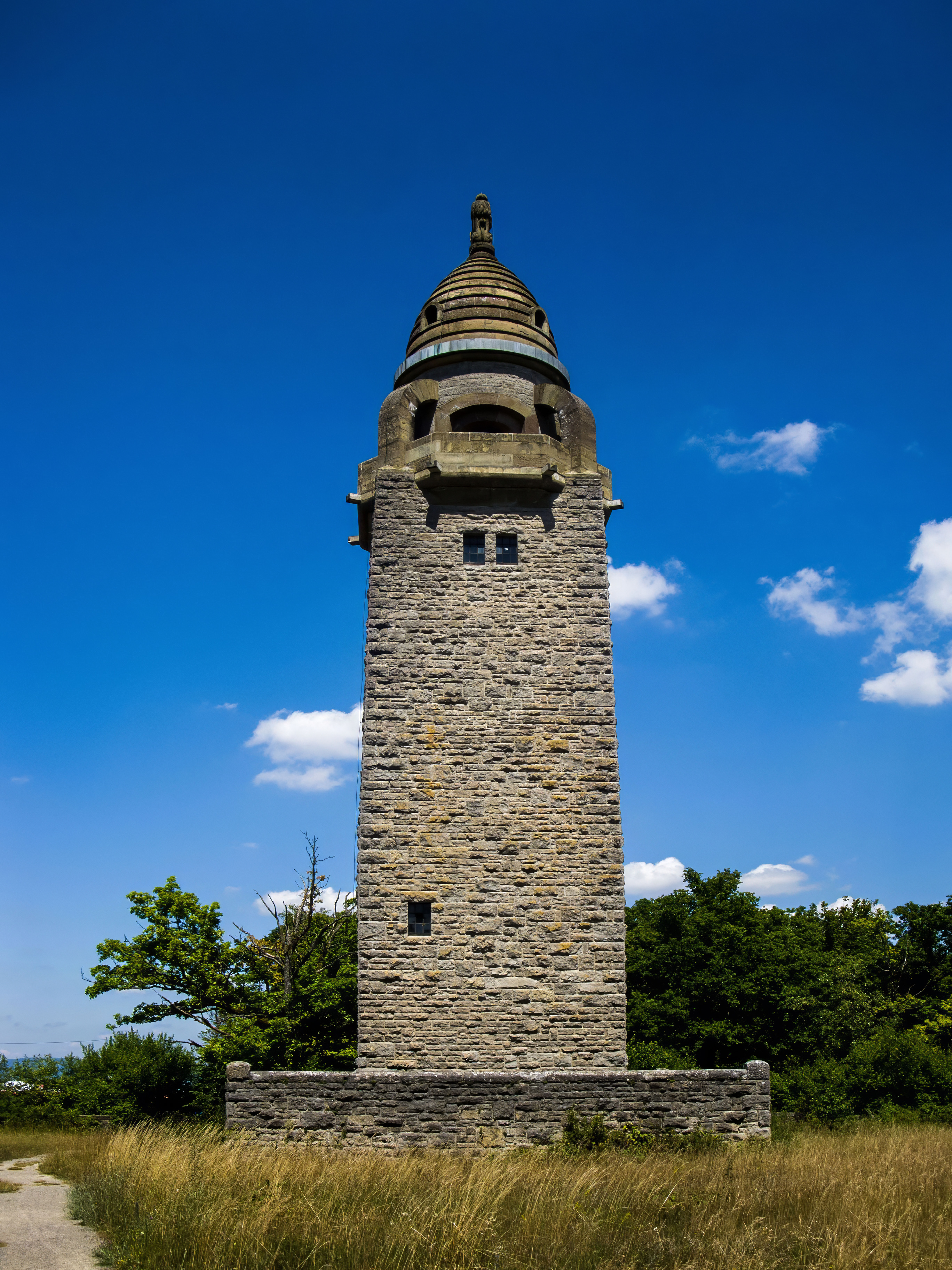
Wittelsbacher Turm

Dem Ersten Weltkrieg fielen 23 von 105 Arnshausener Bewohnern zum Opfer.
Der seit 1870 bestehenden Eisenbahnlinie Schweinfurt-Kissingen folgte in den Jahren 1919/20 der Bau der Eisenbahnlinie Kissingen-Hammelburg. Die Errichtung der Bahnlinie machte sich im Ort durch einen Zuwachs von Felddiebstählen und Verwüstungen bemerkbar.
Im Jahr 1907 wurde nach Plänen des Architekten Carl Krampf auf dem Scheinberg zum 700-jährigen Jubiläum der Wittelsbacher im Jahr 1880 der Wittelsbacher Jubiläumsturm errichtet.
Im Jahr 1922 wurde Arnshausen an die Stromversorgung der Kreiselektra angeschlossen.

### Zweiter Weltkrieg
Der Zweite Weltkrieg forderte in Arnshausen 46 Tote und Vermisste. Während des Krieges wurde die Kapelle des Gnadenortes Terzenbrunn ab dem Jahr 1939 zum Scheinbahnhof umfunktioniert, der einerseits feindliche Flugzeuge von Arnshausen ablenken sollte, andererseits die Tanklager im nahen Oerlenbach schützen sollte. Zu diesem Zweck wurden zwölf Tankattrappen aus Holz angefertigt. Die für die Errichtung des Scheinbahnhofs benötigten Bauarbeiter wurden in Arnshausen und Reiterswiesen untergebracht.

### Arnshausen nach 1945
Im Jahr 1957 erfolgte die Installation einer Wasserleitung zur Versorgung des Ortes mit Wasser aus der Quelle im Brühl am Seeweg. Die Wasserleitung ersetzte die Wasserversorgung durch den Dorfbrunnen, der zunächst als Ziehbrunnen und dann – ab 1885 – als Pumpbrunnen in Betrieb gewesen war.

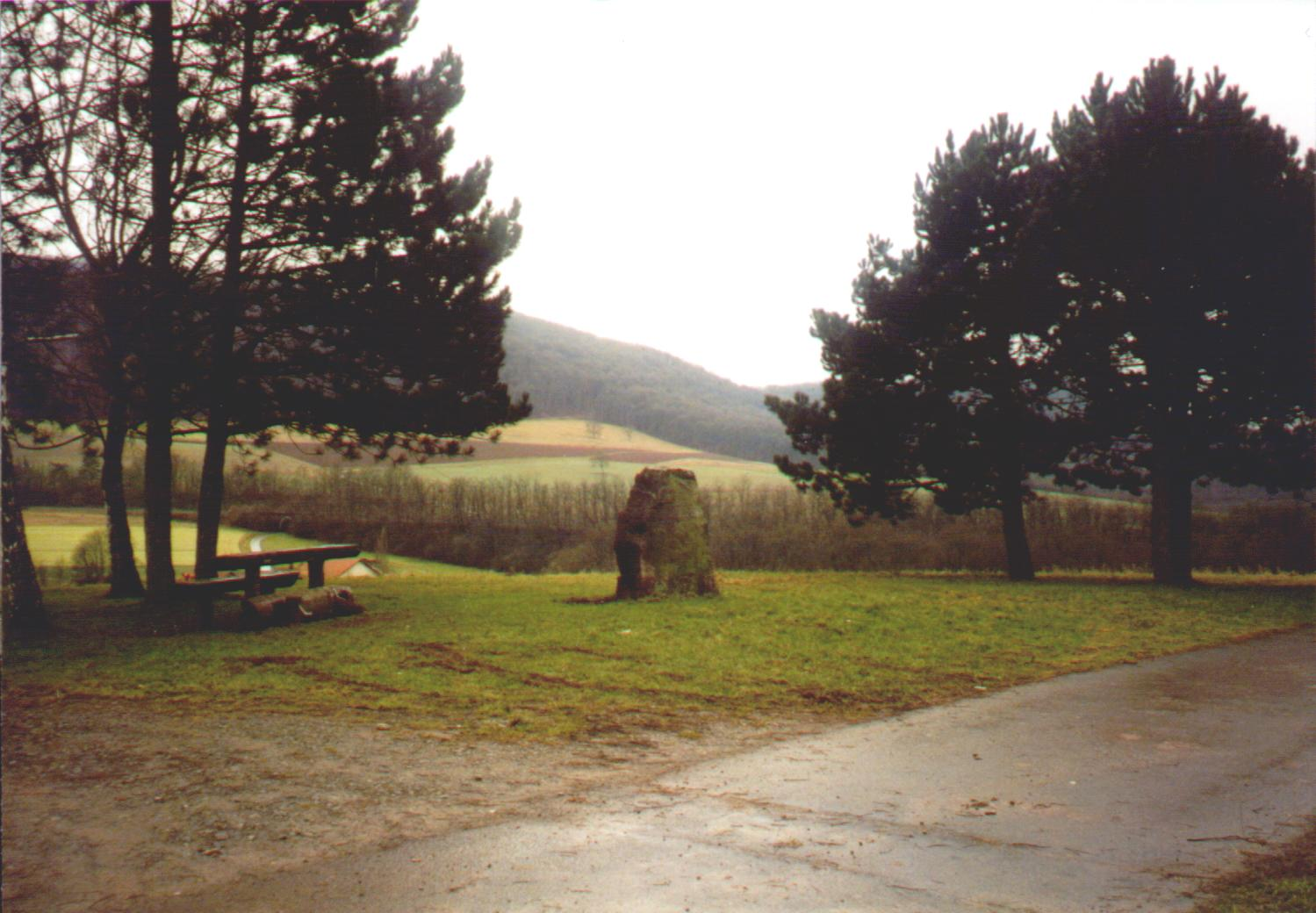
Ein Gedenkstein erinnert an die Flurbereinigung in Arnshausen.

Im Jahr 1961 begann man in Arnshausen mit einer Flurbereinigung, um der Zerstückelung der Feld- und Wiesengrundstücke mit immer kleiner werdenden Besitzeinheiten entgegenzuwirken. Die erforderlichen Maßnahmen zur Flurbereinigung waren 1969 vollendet. Die Waldbereinigung erwies sich als schwieriger als zunächst angenommen, da u. a. manche Eigentümer nicht mehr zu ermitteln waren und einige Grundstückserben die Abgabe ihres Besitzes verweigerten. Zum Gedenken an die Flurbereinigung wurde am Scheitel des Hochberges ein Flurdenkmal aufgestellt. Dieses besteht aus einem unbehauenen Steinblock und ist 1,70 Meter hoch, an der Basis 1,30 Meter breit und 0,60 Meter tief. Das Denkmal trägt die Inschrift „Flurbereinigung 1960 - 1970“.
Im Rahmen der Gebietsreform in Bayern wurde Arnshausen am 1. Juli 1972 nach zwei Bürgerbefragungen sowie dem Ergebnis einer Gemeinderatsabstimmung von 8:1 Stimmen Stadtteil von Bad Kissingen. Die erste Befragung vom 10. Oktober 1971 war mit 57 % (691 Stimmberechtigte) gegen, die zweite Befragung vom 11./12. Dezember 1971 mit 80 % (680 Stimmberechtigte) für die Eingemeindung ausgefallen. Während die Eingemeindung für Arnshausen einerseits viele Vorteile wie beispielsweise die Friedhofserweiterung von 1982, Ergänzung der Kirche um Pfarrhaus und Pfarrheim sowie eine Verbesserung der Wasserversorgung brachte, wurde der im Eingemeindungsvertrag festgeschriebene Radweg zwischen Arnshausen und Bad Kissingen lange Zeit nicht umgesetzt, im April 2011 jedoch in Aussicht gestellt. Im Juli 2015 wurde der Radweg offiziell eröffnet.

### Bevölkerungsentwicklung
| Jahr           | Einwohnerzahl | Anmerkung |
| -------------- | ------------- | --- |
| 1474           | 37            | nach Emmerich; die Dekanatsstatistik spricht von 37 Männern und einer Gesamtbevölkerung von etwa 148 Personen.                                         |
| 1570           | ca. 240       | Gesamtzahl laut Dekanatsstatistik. |
| 1584           | ca. 256       | Gesamtzahl laut Dekanatsstatistik. |
| 1614           | 73            | nach Emmerich; die Dekanatsstatistik spricht von 73 Männern und einer Gesamtbevölkerung von etwa 292 Personen.                                         |
| 1858           | 418           | Ab 1850 sind durch den Schematismus der Diözese Würzburg genauere Zahlen überliefert, die den katholischen Gesamtanteil an der Bevölkerung bezeichnen. |
| 1864           | 427           | |
| 1867           | 854           | |
| 1871           | 512           | |
| 1875           | 510           | |
| 1887           | 469           | Schematismus der Diözese Würzburg. |
| 1895           | 510           | |
| 1896           | 515           | Schematismus der Diözese Würzburg. |
| 1910           | 512           | |
| 1925           | 548           | Schematismus der Diözese Würzburg. |
| 1939           | 705           | Schematismus der Diözese Würzburg. |
| 1950           | 786           | Schematismus der Diözese Würzburg. |
| 1968           | 902           | Schematismus der Diözese Würzburg. |
| 1977           | 1084          | Schematismus der Diözese Würzburg. |
| 1982           | 1130          | Schematismus der Diözese Würzburg. |
| 1987           | 1090          | Schematismus der Diözese Würzburg. |
| 1988           | 1264          | darunter insgesamt 1.076 Katholiken (laut Schematismus der Diözese Würzburg).                                                                          |
| 1. Juni 1993   | 1306          | |
| 1. Januar 2016 | 1192          | Statistik der Stadt Bad Kissingen |
| 1. Januar 2021 | 1201          | Statistik der Stadt Bad Kissingen |
| 30. Juni 2023  | 1204          | Statistik der Stadt Bad Kissingen |

## Bauwerke und Anlagen

### Eiringsburg
Die in Arnshausen gelegene Eiringsburg entstand wahrscheinlich im 7. Jahrhundert. Die erste bekannte urkundliche Erwähnung der wahrscheinlich als Fliehburg genutzten Anlage datiert auf den 25. Dezember 822, als ihr Burgherr Iring seinen Besitz, zu dem auch die Burg gehörte, dem Kloster Fulda schenkte. Heute sind von der Burg lediglich Mauerreste vorhanden.

### St.-Peter-und-Paul-Kirche

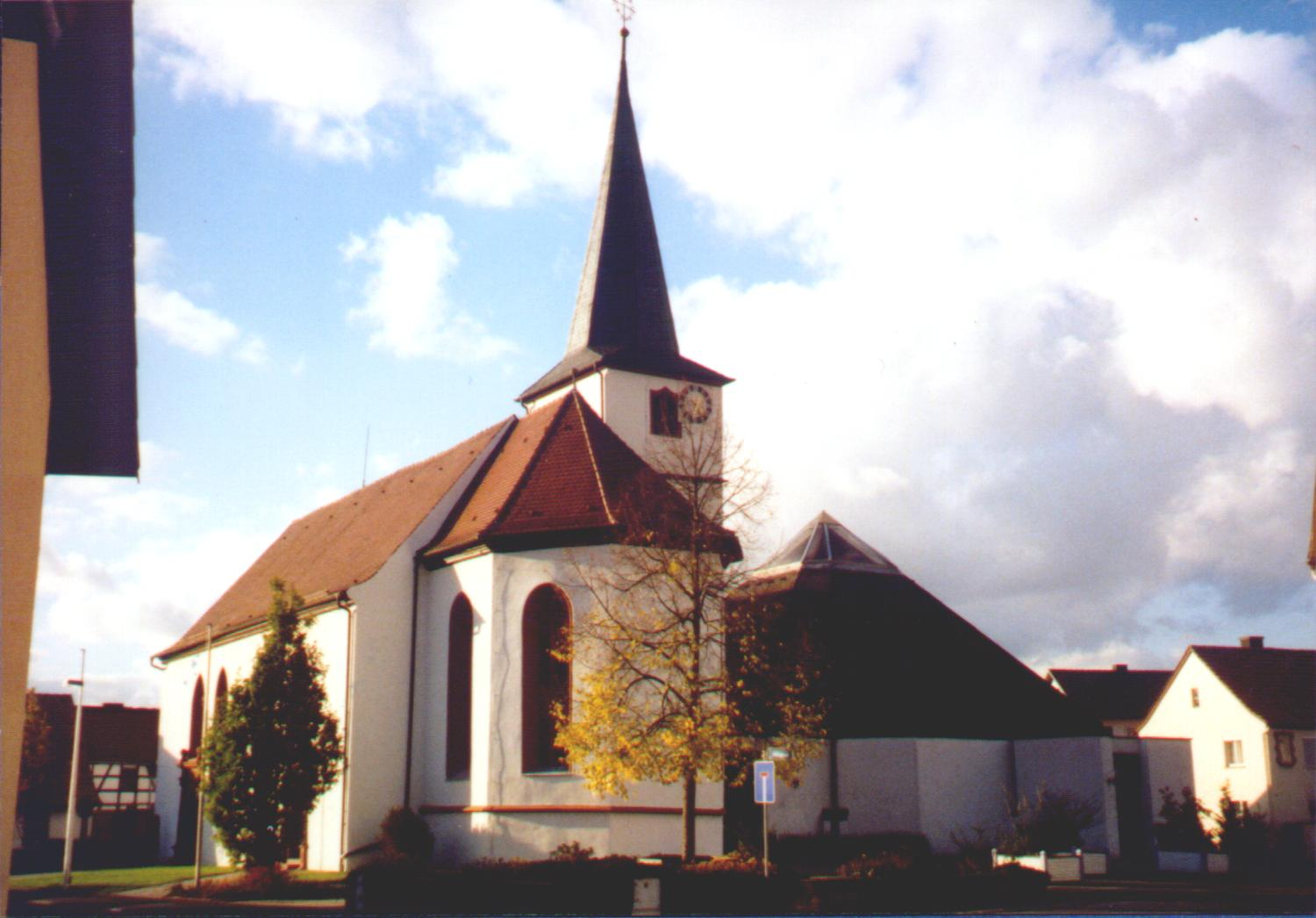
Kirche St. Peter und Paul

Die heutige St. Peter und Paul wurde unter dem Würzburger Fürstbischof Julius Echter von Mespelbrunn möglicherweise im Jahr 1617 eingeweiht.
Bei archäologischen Untersuchungen im Jahr 1964 wurden am Standort der St.-Peter-und-Paul-Kirche mehrere Keramikstücke gefunden, die sich etwa auf 1220 bis 1250 und damit auf die Zeit der ersten bekannten Erwähnung Arnshausens (1242) datieren lassen. Während der Zeit der Machtkämpfe zwischen den Hennebergern und den Würzburger Fürstbischöfen diente das Kirchengebäude auch als Zufluchtsort für ihre Einwohner, was auch an ihrer Bauweise deutlich wurde.
Nach der Auflösung der Arnshäusener Pfarrei im Jahr 1410 begann der Zerfall des Kirchengebäudes, so dass Fürstbischof Julius Echter von Mespelbrunn dieses abreißen und am selben Standort eine neue Kirche bauen ließ.
Da durch die Eingemeindung Arnshausens nach Bad Kissingen im Jahr 1972 im Rahmen der Gebietsreform in Bayern eine Erhöhung der Einwohnerzahlen erwartet wurde, begannen Anfang der 1970er Jahre Pläne für eine Kirchenerweiterung. Der in München wohnhafte und mütterlicherseits aus Arnshausen stammende Architekt Erich Martin schlug mehrere Konzepte vor; zum Zuge kam ein Erweiterungsbau, der mit der vorhandenen Bausubstanz verschmolzen wurde. Die Neueinweihung der Kirche nach der Erweiterung fand am 2. Oktober 1977 statt.

### Terzenbrunn

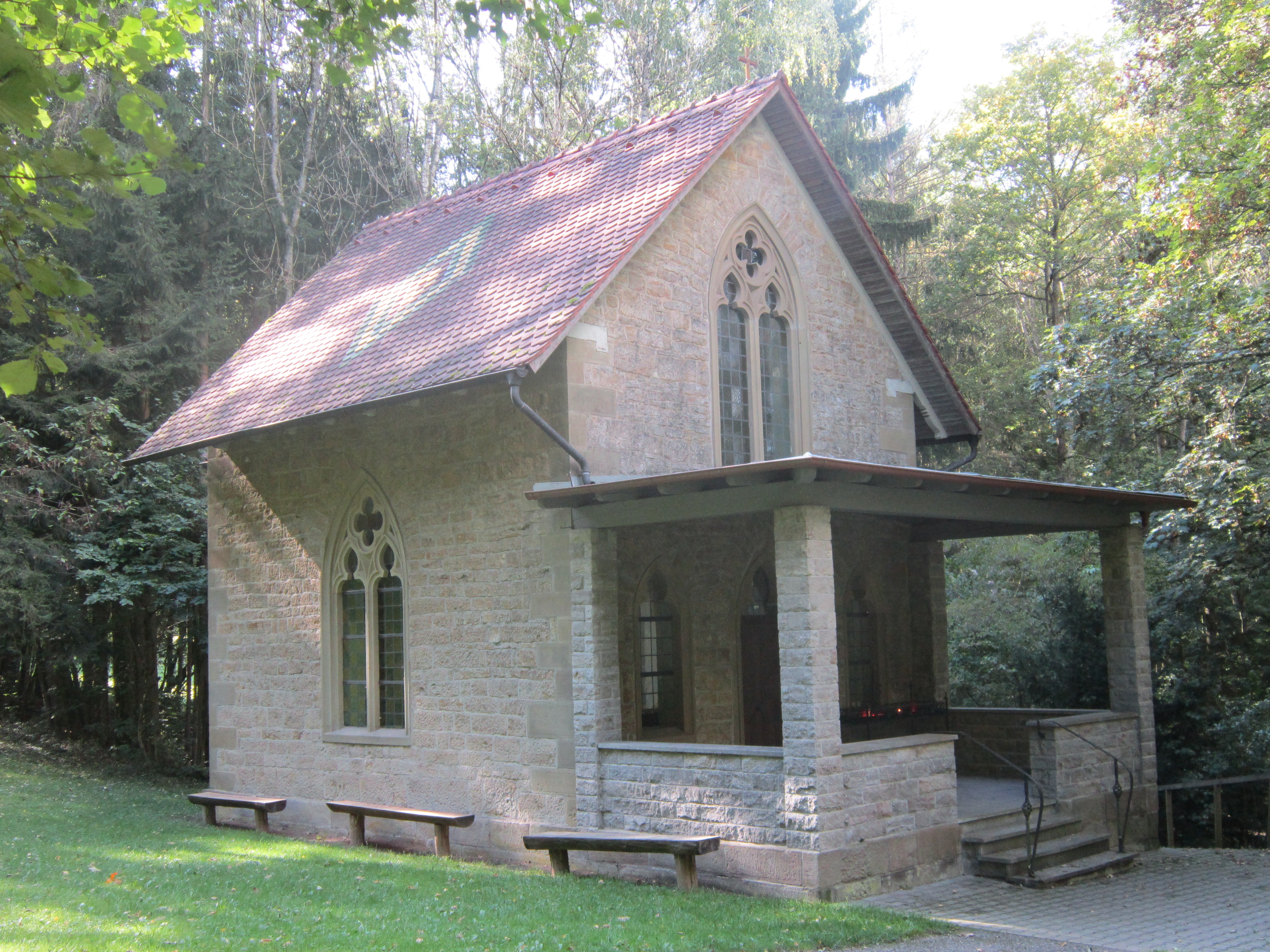
Der Terzenbrunn

Die Kapelle Terzenbrunn entstand in ihrer heutigen Form im Jahr 1681.
Der Standort der heutigen Terzenbrunn-Kapelle ist seit dem 17. Jahrhundert als an einer Quelle gelegener Gnadenort bekannt, an dem sich damals bereits eine kleine Kapelle befand. Der Sage zufolge wurde die Kapelle von Iring, dem Burgherren der nahe Arnshausen gelegenen Eiringsburg, gegründet. Der Name „Terzenbrunn“ soll der Sage nach einerseits von einer Begebenheit während des Dreißigjährigen Krieges herrühren, als zehn Frauen in der Kapelle Schutz vor heranziehenden schwedischen Soldaten suchten, andererseits von einer Zollstation, die sich im 14. Jahrhundert hier befunden haben soll.
Am 29. März 1861 erfolgte der Beschluss zum Neubau der Kapelle, nachdem die bisherige Kapelle zu klein geworden war. Sie wurde 1898 um eine Lourdes-Grotte, 1900 um eine Ölberg-Grotte und 1903 um einen Kirchturm ergänzt (letzterer soll der Sage nach die Glocke der Hauskapelle der Burg Botenlauben beherbergen). Eine erste Renovierung der Kapelle erfolgte 1897.
Im Zweiten Weltkrieg diente die Kapelle als Scheinbahnhof, um feindliche Flugzeuge von Arnshausen sowie von den Tanklagern im nahen Oerlenbach abzulenken. Eine weitere Renovierung des Terzenbrunn, die dessen heutiges Aussehen prägte, erfolgte im Jahr 1969. Seit Oktober 2011 wird die Madonnenfigur der Grotte restauriert und, da die hierfür nötigen Arbeiten mehr Zeit benötigen als ursprünglich geplant, durch eine Marienfigur des Bad Kissinger Pfarrheims ersetzt. Nach Fertigstellung der Renovierung wurde die von Valentin Weidner geschaffene Madonna wieder eingesetzt und am 1. Juni 2014 am Terzenbrunn neu geweiht.

### Wittelsbacher Turm
Im Jahr 1907 wurde nach Plänen des Architekten Carl Krampf auf dem Scheinberg der Wittelsbacher Jubiläumsturm errichtet. Seinen Namen erhielt der Aussichtsturm auf Grund des 700-jährigen Jubiläums der Wittelsbacher im Jahr 1880.
Pläne aus dem Jahr 1924, rund um den Turm eine Gedenkstätte für die Gefallenen des Ersten Weltkrieges zu errichten, zerschlugen sich wegen fehlender Finanzmittel nach der Weltwirtschaftskrise.

## Persönlichkeiten

### Pfarrer
| Name | Tätigkeit                                       |
| --- | ----------------------------------------------- |
| Michael Rahnfeld (* 1673, † 30. Oktober 1757 in Arnshausen)                                                                               | 1743–1758                                       |
| Andreas Joseph Dechant (* 6. Dezember 1728 in Kissingen, † 11. September 1767 in Arnshausen)                                              | 1758–1767                                       |
| Pfarrverweser „p. temp. Parovicarius Fr. P. Christophorus a S. Udalrico Ordinis Carmelit“ (* ?, † ?)                                      | beispielsweise 3. November 1767.                |
| Johann Ludwig Herzog (* ?, † ?) | 1767–1768                                       |
| Konrad Gottfried Melchior Neder (* 6. Mai 1727 in Würzburg, † ?)                                                                          | 1768–1770                                       |
| Joes Martinus Neckermann (* 29. Januar 1736 in Gaurettersheim, † 1804 in Igersheim)                                                       | 1770–1772                                       |
| Lorenz Halbling (* 7. November 1729 in Ochsenfurt, † 28. März 1800)                                                                       | 1772–1800                                       |
| Philipp Carl Manger (* 15. Juni 1762 in Schwemmelsbach, † 28. Juli 1839 in Kissingen)                                                     | 1800–1834                                       |
| Georg Adam Kleinhans (* 3. November 1806 in Tauberrettersheim, † 24. Mai 1883 in Arnshausen)                                              | 1834–1883 (zw. 1834 und 1841 als Pfarrverweser) |
| Georg Michael Stock (* 4. Januar 1837 in Hirschfeld, † 17. September 1906 in Arnshausen)                                                  | 1883–1906                                       |
| Andreas Pius Schachner (* 23. Mai 1848 in Gänheim, † 21. Mai 1917 in Arnshausen)                                                          | 1907–1917                                       |
| Josef Drechsel (* 10. August 1878 in Nürnberg, † 17. August 1943 bei einem Luftangriff der Alliierten auf den Schweinfurter Hauptbahnhof) | 1917–1943                                       |
| Johann Pfister (* 3. Oktober 1887 in Greßthal, † ?)                                                                                       | 1943–1946                                       |
| Ambros Schaupp (* 22. Januar 1898 in Fuchsstadt, † ?)                                                                                     | 1946–1972                                       |
| Pater Heinrich Drößmar (* 6. April 1915 in Würzburg, † 28. April 1978 in Arnshausen)                                                      | 1972–1978                                       |
| Oskar Hofmann (* 21. April 1923 in Würzburg, † ?)                                                                                         | 1978–1980                                       |
| Hugo Seufert (* 13. November 1920 in Althausen, † 15. März 2003 in Gerolzhofen)                                                           | 1980–1991                                       |
| Heinrich Mitka (* 9. Juli 1936 in Radau, Oberschlesien)                                                                                   | 1991–2006                                       |
| Thomas Keßler (* 9. August 1955 in Bad Neustadt)                                                                                          | 2006–2015                                       |
| Gerd Greier (* 1973 in Bad Königshofen)                                                                                                   | aktuell                                         |

### Arnshausen
- R. Emmerich: Chronik des Dorfes Arnshausen. Würzburg 1941.
- Andrea Buschner: Dorfchronik von Arnshausen. 1994.
- Thomas Ahnert und Peter Weidisch (Hrsg.): 25 Jahre große Kreisstadt Bad Kissingen – Ein Stadtmagazin. Verlag Stadt Bad Kissingen, Bad Kissingen 1997, ISBN 3-00-001787-9.
- Arnshausen. In: Denis A. Chevalley, Stefan Gerlach: Denkmäler in Bayern – Stadt Bad Kissingen. 1998, ISBN 3-87490-577-2.

### Pfarrei Arnshausen
- St.Peter + Paul Bad Kissingen Arnshausen. Kirchenweihe 2. Oktober 1977.
- Beiträge zur Ortsgeschichte. Nr. 1, September 1985.
- Beiträge zur Ortsgeschichte. Nr. 2, Dezember 1985.
- Beiträge zur Ortsgeschichte. Nr. 5, Dezember 1986.

### Terzenbrunn
- Edi Hahn: Bad Kissingen und seine Umgebung die schönsten Sagen, Legenden und Geschichten. Bad Kissingen 1986, ISBN 3-925722-01-7.
- Beiträge zur Ortsgeschichte. Nr. 3, April 1986.
- Beiträge zur Ortsgeschichte. Nr. 4, August 1986.
- Vom Opferstock zum Wallfahrtsort – Gläubige feiern im Mai das 150-jährige Bestehen des Terzenbrunns bei Arnshausen.  In: Main-Post. 13. März 2011.